# Cyrtandromoea subsessilis
Cyrtandromoea subsessilis är en tvåhjärtbladig växtart som först beskrevs av Friedrich Anton Wilhelm Miquel, och fick sitt nu gällande namn av Brian Laurence Burtt. Cyrtandromoea subsessilis ingår i släktet Cyrtandromoea och familjen Gesneriaceae. Inga underarter finns listade i Catalogue of Life.